# Thrasya seminuda
Thrasya seminuda är en gräsart som beskrevs av Alasdair Graham Burman. Thrasya seminuda ingår i släktet Thrasya och familjen gräs. Inga underarter finns listade i Catalogue of Life.